# 宝山乾珍
宝山 乾珍（ほうざん けんちん）は、室町時代中期の僧侶。足利直冬の子とされる。

## 生涯
室町幕府の初代将軍・足利尊氏の庶子・足利直冬の末子といわれ、長兄・冬氏を除き兄弟は皆僧籍にあったと伝わる。ただ『系図纂要』第10冊所収の『足利将軍家系図』では直冬の末子とされているが、『足利系図』では直冬の孫とされている。
『満済准后日記』永享5年8月19日条に足利義教から満済と広橋兼郷に対して、鹿苑院の弟で兵衛佐の「小童」が2名いるので自分の猶子として門跡寺院に入れたいとする意向が示されたと書かれている。当時の鹿苑院主は宝山乾珍であるが、彼が直冬の末子とするとその下に弟2名がいたとするのは辻褄が合わず、更に彼らが実際に直冬の実子とすれば直冬の没年からして永享5年（1433年）には30代半ば以上になっているため「小童」とは呼べない年齢となる。また、その2名が実際に出家して僧侶として活動していたことも確認できる（上乗院義俊・実相院義命）。このため、文中の兵衛佐は直冬ではなく冬氏のことで、宝山乾珍も直冬の孫・冬氏の子と考えた方が良いとする研究者もいる。
『足利将軍家系図』では「宝山和尚、広照の法を嗣ぎ、相国玉潤軒、今熊野慈恩寺、西山法久院等、嘉吉元年十二ノ廿五寂す、四十八」とある。
幼少時に出家し、絶海中津の弟子となる。景徳寺、等持寺などの住持を経て、永享4年（1432年）3月29日、39歳の時、相国寺第44世住持となる。その後も、永享5年（1433年）8月19日、相国寺鹿苑院院主、永享7年（1435年）10月4日、天竜寺第94世住持、永享8年（1436年）3月24日に相国寺住持（再任）に任ぜられている。
嘉吉元年（1441年）に起きた嘉吉の乱で甥にあたる足利義尊が赤松満祐に擁立され、義尊の弟（足利義将）の首級が京都に送られて来た7月末以降に鹿苑院院主を辞任した。理由は近親者が乱に関係したため責任を取ったためらしい。
そして乾珍自身もその年の末、12月25日に北山の等持院で没している。嘉吉の乱から半年に満たないその急な死は裏に何か事件があったことを示唆している。享年48。死後、円乗宏済禅師と諡された。

## 人物像
宝山乾珍に関して希世霊彦は『宝山和尚真賛』の中で「その昇進の早かった事は、白雲守瑞を越えるほどであった」と述べており、また南禅寺の招聘を固辞して鹿苑院主になるなど、異例の早さで昇進しており、足利氏という出自によるものか、乾珍個人の資質によるものか明らかでない。